# Atomosia rufipes
Atomosia rufipes är en tvåvingeart som beskrevs av Macquart 1847. Atomosia rufipes ingår i släktet Atomosia och familjen rovflugor. Inga underarter finns listade i Catalogue of Life.